# Mama Said (canción)
«Mama Said» —en español: «Mamá dijo»— es un sencillo de la banda danesa Lukas Graham, incluido en su segundo álbum de estudio, Lukas Graham (Blue Album). La canción fue lanzada como una descarga digital el 23 de junio de 2014 a través de Copenhague Records. Logró el éxito en Dinamarca, Noruega, Finlandia y Suecia. La canción fue escrita por Lukas Forchhammer, Morten Ristorp, Stefan Forrest y Morten "Pilo" Pilegaard, y fue producido por Forrest y Ristorp bajo su nombre artístico Future Animals y Pilegaard.

## Lista de canciones
Descarga digital

| N.º | Título      | Duración |  |
| 1.  | «Mama Said» | 3:26     |  |

## Posicionamiento en listas

### Listas semanales
| Listas (2014–17)                             | Mejor posición |
| -------------------------------------------- | -------------- |
| Australia (ARIA)                             | 42             |
| Bélgica (Flandes) (Ultratop 50)              | 22             |
| Bélgica (Valonia) (Ultratop 50)              | 44             |
| Canadá (Canadian Hot 100)                    | 48             |
| República Checa (Rádio Top 100)              | 96             |
| República Checa (Singles Digitál Top 100)    | 44             |
| Dinamarca (Tracklisten)                      | 1              |
| Hungría (Rádiós Top 40)                      | 16             |
| Hungría (Single Top 40)                      | 38             |
| Irlanda (IRMA)                               | 72             |
| Italia (FIMI)                                | 37             |
| Nueva Zelanda (Recorded Music NZ)            | 29             |
| Noruega (VG-lista)                           | 3              |
| Polonia (Polish Airplay Top 100)             | 5              |
| Portugal (AFP)                               | 58             |
| Escocia (Scottish Singles Sales Chart)       | 20             |
| Eslovaquia (Rádio Top 100)                   | 64             |
| Eslovaquia (Singles Digitál Top 100)         | 56             |
| España (Top 100 Canciones)                   | 18             |
| España (Los 40 Principales)                  | 11             |
| Suecia (Sverigetopplistan)                   | 13             |
| Reino Unido (UK Singles Chart)               | 48             |
| Estados Unidos Billboard Hot 100             | 36             |
| Estados Unidos Adult Top 40 (Billboard)      | 12             |
| Estados Unidos Mainstream Top 40 (Billboard) | 20             |

### Posición fin de año
| Listas (2016)                           | Posición |
| --------------------------------------- | -------- |
| Bélgica (Ultratop Flanders)             | 83       |
| Estados Unidos Adult Top 40 (Billboard) | 50       |

## Historial de lanzamientos
| País           | Fecha                                     | Formato          | Discográfica             |
| -------------- | ----------------------------------------- | ---------------- | ------------------------ |
| Dinamarca      | 23 de junio de 2014                       | Descarga digital | Copenhague               |
| Austria        | 22 de mayo de 2015                        | Descarga digital | Island                   |
| Alemania       | 22 de mayo de 2015                        | Descarga digital | Island                   |
| Suecia         | 22 de mayo de 2015                        | Descarga digital | Island                   |
| Estados Unidos | 22 de octubre de 2015 28 de junio de 2016 | Descarga digital | Mainstream radio airplay |